# Good Man
Good Man è il nono album in studio del cantante statunitense Ne-Yo, pubblicato nel 2022.

## Tracce
- Edizione Standard

1. Caterpillars 1st (Intro) – 0:41
2. 1 More Shot – 3:50
3. LA Nights – 3:54
4. Nights Like These (featuring Romeo Santos) – 3:24
5. U Deserve – 3:45
6. Summertime – 2:54
7. Push Back (with Bebe Rexha and Stefflon Don) – 3:41
8. Breathe – 4:03
9. On Ur Mind (featuring PartyNextDoor) – 3:22
10. Back Chapters – 4:10
11. Hotbox (featuring Eric Bellinger) – 4:15
12. Over U – 3:28
13. Without U – 3:14
14. Apology – 4:07
15. Ocean Sure (featuring Candice Boyd and Sam Hook) – 3:44
16. The Struggle… (Interlude) – 0:26
17. Good Man – 3:49

- Tracce Bonus Target Esclusiva/Edizione Deluxe Digitale

1. Pour Me Up – 3:48
2. Won't Be Often – 3:43
3. Reset the Night – 3:31

## Classifiche
| Classifica (2018) | Posizione raggiunta |
| ----------------- | ------------------- |
| Stati Uniti       | 33                  |